# مارک هانا
مارک هانا (به انگلیسی: Mark Hanna) سناتور سابق عضو حزب جمهوری‌خواه ایالات متحده آمریکا بود. وی در سال ۱۸۹۷ تا ۱۹۰۴ میلادی سناتور ایالت اوهایو در سنای ایالات متحده آمریکا بود.